# Maixent Piquemal
Maixent Piquemal, né le 18 février 1907 et mort le 14 août 1995, est un joueur français de rugby à XV, ayant notamment évolué avec le Stadoceste tarbais. et compte 9 sélections en équipe de France. Maixent Piquemal a disputé son premier match avec l'équipe de France le 1er janvier 1927 face à l'Irlande,.

## Biographie
Maixent Piquemal est un joueur emblématique du Stadoceste tarbais.